# Lothal
Lothal (in lingua gujarati: લોથલ, monte dei morti) è un sito della Civiltà della valle dell'Indo, che si trova sulla costa del golfo di Cambay, nello stato indiano di Gujarat. Era probabilmente l'avamposto più meridionale della civiltà dell'Indo.

## Storia
Le prime tracce della costruzione della città risalgono al 2200 a.C. Il sito di Lothal fu scoperto nel 1954 da S.R. Rao; gli scavi furono condotti dal 13 febbraio 1955 al 19 maggio 1960 da parte dell'ASI (Archaeological Survey of India), l'ente governativo indiano per la conservazione degli antichi monumenti. 
In base al ritrovamento di una grande vasca rettangolare (214x36 m) cui era possibile accedere tramite un canale collegato ad un estuario del fiume Sabarmati, la città è stata interpretata dall'ASI come il più antico porto e la vasca come grande arsenale per le barche. L'interpretazione fu messa in dubbio da altri archeologi, che ritenevano la cittadina troppo piccola per avere un porto e ritennero che la vasca fosse un bacino di raccolta dell'acqua per l'irrigazione. La controversia fu definitivamente risolta con la scoperta fatta dagli studiosi del "National Institute of Oceonography" di fossili di foraminiferi, sale e cristalli di gesso nella struttura rettangolare, il che indica che un tempo vi era presenza di acqua di mare nella struttura.
Lothal era un importante e vitale centro commerciale, attivo soprattutto nel commercio di gemme in pietre dure, sotto forma di perle, collanine, monili e ornamenti che venivano esportati fino alle più lontane regioni dell'Asia occidentale e in Africa. Le tecniche qui sviluppate per la produzione di perle e per la metallurgia, rimasero in vigore per oltre 4.000 anni. 
È il sito harappano in cui è conservato il maggior numero di sigilli, a dimostrazione della sua forte vocazione commerciale.